# Marco Sørensen

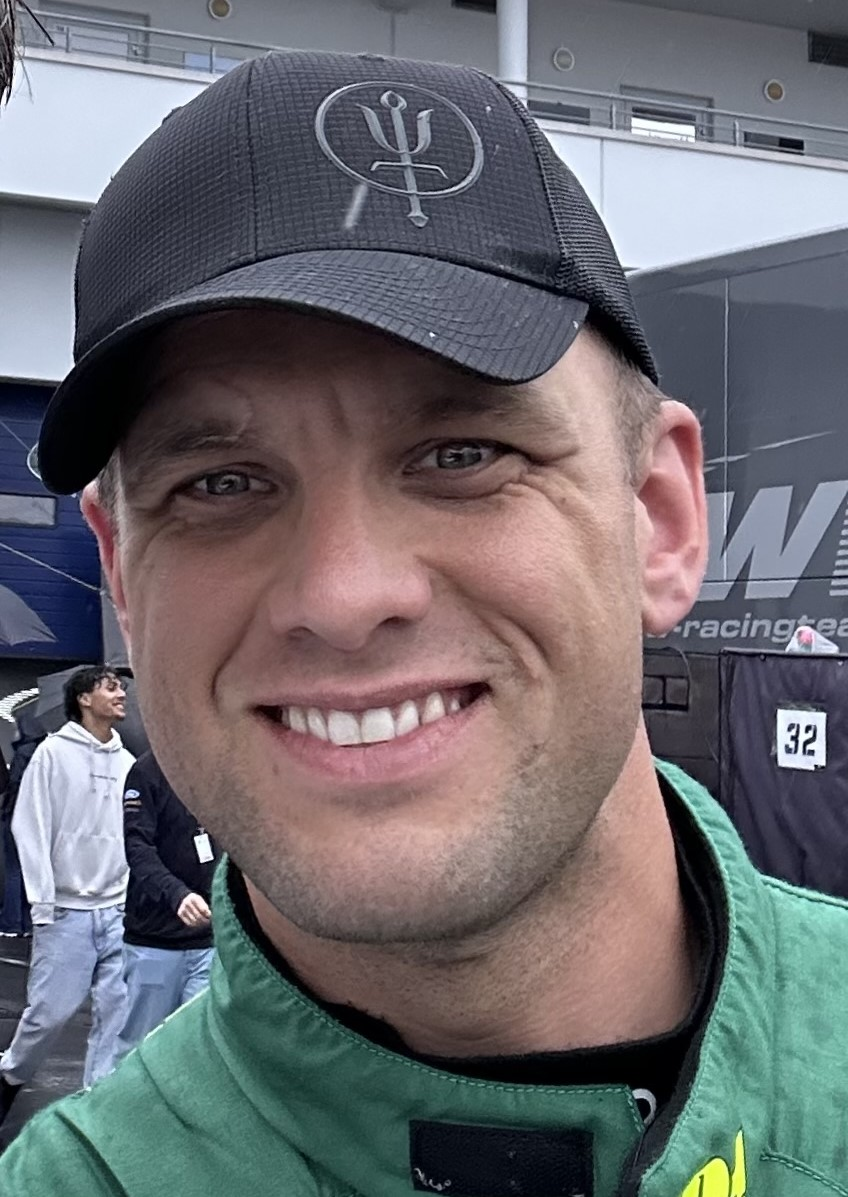
Marco Sørensen 2024

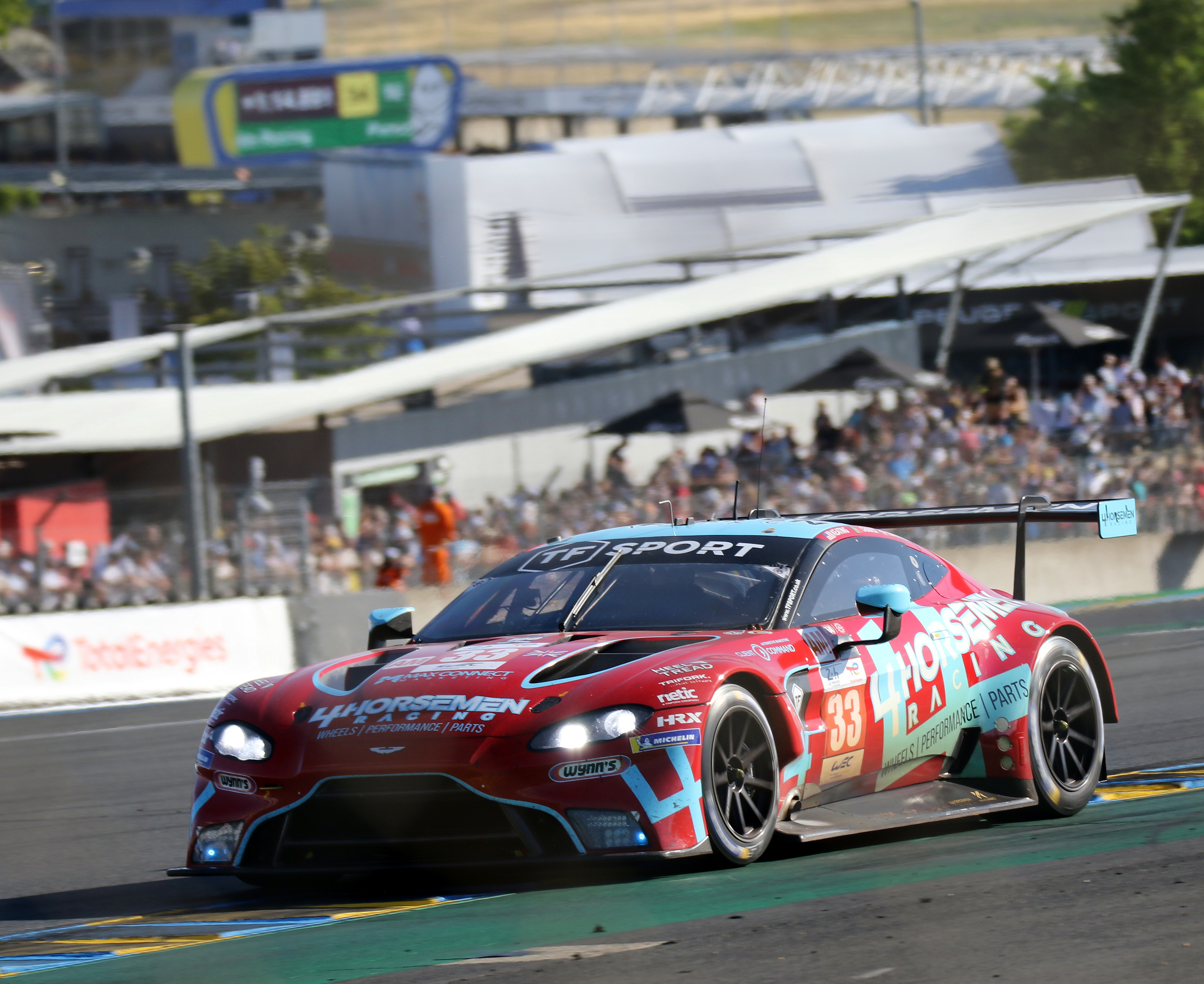
Der von Marco Sørensen beim 24-Stunden-Rennen von Le Mans 2022 gefahrene Aston Martin Vantage AMR

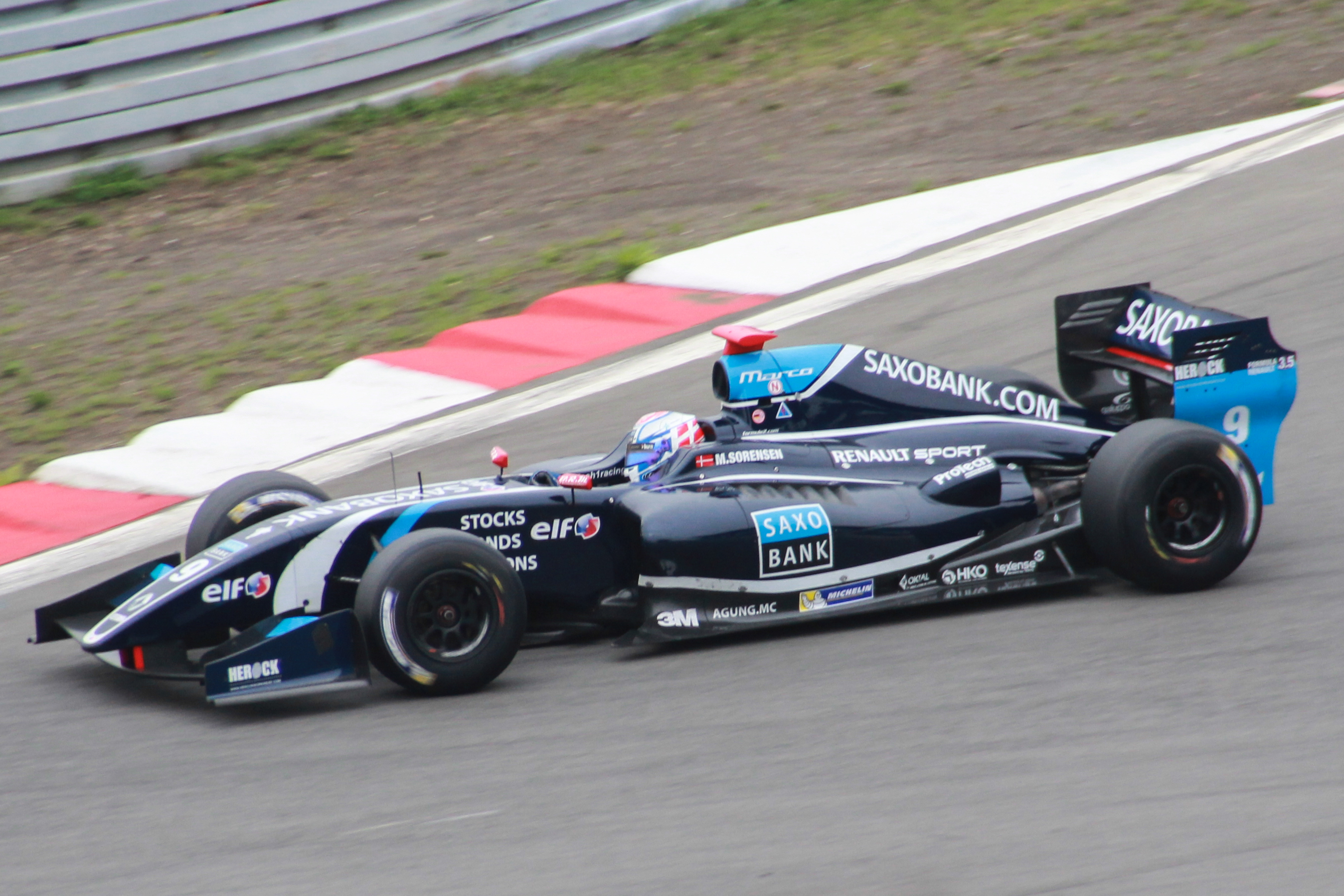
Marco Sørensen beim ersten Rennen der Formel Renault 3.5 auf dem Nürburgring 2014

Marco Lawrence Sørensen (* 6. September 1990 in Svenstrup) ist ein dänischer Automobilrennfahrer. Er trat von 2012 bis 2014 in der Formel Renault 3.5 an. Ab 2015 startete er in der FIA-Langstrecken-Weltmeisterschaft (WEC).

## Karriere
Sørensen machte bereits im Alter von drei Jahren seine ersten Erfahrungen im Kartsport. Von 1998 bis 2006 war er schließlich im Kartsport aktiv. Unter anderem wurde er 2002 Vizemeister der dänischen Junioren-ICA-Kartmeisterschaft. 2006 debütierte er zudem im Formelsport und nahm an zwei Rennen der dänischen Formel Ford teil. 2007 trat er vollständig in dieser Meisterschaft an. Er gewann vier von zwölf Rennen und schloss die Saison auf dem dritten Gesamtrang ab. 2008 wechselte Sørensen in die britische Formel Ford. Mit einem Sieg und insgesamt fünf Podest-Platzierungen wurde er Achter in der Meisterschaft. Außerdem nahm er in dieser Saison an 8 von 16 Rennen der ADAC-Formel-Masters teil. Er gewann die Hälfte aller Rennen, zu denen er startete und beendete die Saison auf dem vierten Platz in der Meisterschaft. 2009 wechselte Sørensen zu Motopark Academy und trat in zwei Formel-Renault-Meisterschaften an. In der nordeuropäischen Formel Renault gewann er ein Rennen und wurde Dritter in der Fahrerwertung. Im Formel Renault 2.0 Eurocup wurde er mit einem sechsten Platz als bestes Resultat 15. Außerdem war er in dieser Saison Mitglied des Renault-Förderprogramms.
Nachdem Renault die Förderung eingestellt hatte, wechselte Sørensen 2010 in den deutschen Formel-3-Cup zu Brandl Motorsport. Er trat zu vier von neun Rennwochenenden an und wurde mit einem dritten Platz als bestes Resultat Elfter in der Fahrerwertung. 2011 bestritt Sørensen seine zweite Saison in der deutschen Formel 3 für Brandl Motorsport. Er trat zu acht von neun Veranstaltungen an. Sørensen erzielte zwei Siege und stand nur bei einem Rennen nicht auf dem Podest. Gegen den späteren Gesamtsieger Richie Stanaway blieb er allerdings chancenlos und wurde mit 126 zu 181 Vizemeister. Darüber hinaus nahm er als Gaststarter an einem Rennwochenende der Formel-3-Euroserie teil. Dabei kam er bei einem Rennen auf dem ersten Platz ins Ziel.
2012 ging Sørensen für das von Charouz Racing System betreute Lotus-Team in der Formel Renault 3.5 an den Start. Sein Teamkollege wurde sein Formel-3-Rivale Stanaway, der allerdings nach der dritten Veranstaltung verletzungsbedingt bis zum Saisonende ausfiel. Er wurde durch mehrere Fahrer ersetzt. Sørensen gewann ein Rennen in Spa-Francorchamps und schloss die Saison auf dem sechsten Meisterschaftsrang ab. 2013 bestritt Sørensen seine zweite Formel-Renault-3.5-Saison für das von Charouz betreute Lotus-Team. Nach einem zweiten Platz in Monte Carlo gewann er beide Rennen in Spielberg. In der Gesamtwertung erreichte Sørensen den siebten Platz. Mit 113 zu 23 Punkten setzte er sich teamintern gegen Marlon Stöckinger durch. 2014 wechselte Sørensen innerhalb der Formel Renault 3.5 zu Tech 1 Racing, wo er bei den meisten Rennen ohne Teamkollegen war. Mit einem zweiten Platz als bestem Ergebnis belegte er den zwölften Gesamtrang. Außerdem stieg Sørensen zum fünften Rennwochenende in die Saison der GP2-Serie für MP Motorsport ein. Bei seinen ersten fünf Rennen kam er stets in die Punkte. Im Sprintrennen in Sotschi gelang ihm sein erster Sieg. Am Saisonende lag er auf dem elften Gesamtrang. Er hatte 47 Punkte der 56 Punkte des Rennstalls erzielt. Darüber hinaus war er Testfahrer beim Formel-1-Rennstall Lotus.
2015 ging Sørensen in der GP2-Serie für Carlin an den Start. Nachdem er nach dem vierten Rennwochenende noch ohne Punkte gewesen war, löste er seinen Vertrag auf und beendete sein Engagement in der Serie. Darüber hinaus trat Sørensen 2015 im GT-Sport für Aston Martin Racing in der FIA-Langstrecken-Weltmeisterschaft (WEC) an. Zusammen mit Christoffer Nygaard wurde er Achter im GT-Weltcup.

## Statistik

### Karrierestationen
| - 1998–2006: Kartsport - 2006: Dänische Formel Ford (Platz 19) - 2007: Dänische Formel Ford (Platz 3) - 2007: Formel Ford NEZ (Platz 9) - 2008: Britische Formel Ford (Platz 8) - 2008: ADAC-Formel-Masters (Platz 4) | - 2008: Portugiesische Formel Renault, Winterserie (Platz 11) - 2009: Nordeuropäische Formel Renault (Platz 3) - 2009: Formel Renault 2.0 Eurocup (Platz 15) - 2010: Deutsche Formel 3 (Platz 11) - 2011: Deutsche Formel 3 (Platz 2) - 2012: Formel Renault 3.5 (Platz 6) | - 2013: Formel Renault 3.5 (Platz 7) - 2014: Formel Renault 3.5 (Platz 12) - 2014: GP2-Serie (Platz 11) - 2014: Formel 1 (Testfahrer) - 2015: GP2-Serie (Platz 33) - 2015: WEC, GT (Platz 8) |

### Einzelergebnisse in der Formel Renault 3.5
| Jahr | Team          | 1   | 2   | 3   | 4   | 5   | 6   | 7   | 8   | 9   | 10  | 11  | 12  | 13  | 14  | 15  | 16  | 17  | Punkte | Rang |
| ---- | ------------- | --- | --- | --- | --- | --- | --- | --- | --- | --- | --- | --- | --- | --- | --- | --- | --- | --- | ------ | ---- |
| 2012 | Lotus         | ALC | ALC | MON | SPA | SPA | NÜR | NÜR | MOS | MOS | SIL | SIL | HUN | HUN | LEC | LEC | CAT | CAT | 122    | 6.   |
| 2012 | Lotus         | 7   | DNF | 6   | 1   | 7   | 6   | 2   | 6   | DNF | DNF | 19* | 8   | 2   | 5   | 5   | 10  | DNF | 122    | 6.   |
| 2013 | Lotus         | MNZ | MNZ | ALC | ALC | MON | SPA | SPA | MOS | MOS | SPI | SPI | HUN | HUN | LEC | LEC | CAT | CAT | 113    | 7.   |
| 2013 | Lotus         | 19  | 18  | 9   | 10  | 2   | 5   | 10  | 10  | 17  | 1   | 1   | 12  | 9   | 4   | 5   | DNF | 7   | 113    | 7.   |
| 2014 | Tech 1 Racing | MNZ | MNZ | ALC | ALC | MON | SPA | SPA | MOS | MOS | NÜR | NÜR | HUN | HUN | LEC | LEC | JRZ | JRZ | 43     | 12.  |
| 2014 | Tech 1 Racing | DNF | DNF | 15  | 7   | 2   | 8   | 10  | 15  | 15  | 10  | 14  | 7   | 9   | 8   | DNF | 10  | DNF | 43     | 12.  |

### Einzelergebnisse in der GP2-Serie
| Jahr | Team          | 1   | 2   | 3   | 4   | 5   | 6   | 7   | 8   | 9   | 10  | 11  | 12  | 13  | 14  | 15  | 16  | 17  | 18  | 19  | 20  | 21  | 22  | Punkte | Rang |
| ---- | ------------- | --- | --- | --- | --- | --- | --- | --- | --- | --- | --- | --- | --- | --- | --- | --- | --- | --- | --- | --- | --- | --- | --- | ------ | ---- |
| 2014 | MP Motorsport | BRN | BRN | ESP | ESP | MON | MON | AUT | AUT | GBR | GBR | GER | GER | HUN | HUN | BEL | BEL | ITA | ITA | RUS | RUS | UAE | UAE | 47     | 11.  |
| 2014 | MP Motorsport |     |     |     |     |     |     |     |     | 9   | 8   | 9   | 4   | 10  | 10  | 14  | 11  | 7   | 4   | 8   | 1   | DNF | 21  | 47     | 11.  |
| 2015 | Carlin        | BRN | BRN | ESP | ESP | MON | MON | AUT | AUT | GBR | GBR | HUN | HUN | BEL | BEL | ITA | ITA | RUS | RUS | BRN | BRN | UAE | UAE | 0      | 33.  |
| 2015 | Carlin        | DNF | 21  | 19  | 22  | DNF | 20  | 18  | 16  |     |     |     |     |     |     |     |     |     |     |     |     |     |     | 0      | 33.  |

### Le-Mans-Ergebnisse
| Jahr | Team                   | Fahrzeug                      | Teamkollege           | Teamkollege     | Platzierung             | Ausfallgrund |
| ---- | ---------------------- | ----------------------------- | --------------------- | --------------- | ----------------------- | ------------ |
| 2015 | Aston Martin Racing    | Aston Martin Vantage GTE      | Christoffer Nygaard   | Nicki Thiim     | Rang 27                 |              |
| 2016 | Aston Martin Racing    | Aston Martin Vantage GTE      | Darren Turner         | Nicki Thiim     | Rang 23                 |              |
| 2017 | Aston Martin Racing    | Aston Martin Vantage GTE      | Richie Stanaway       | Nicki Thiim     | Rang 25                 |              |
| 2018 | Aston Martin Racing    | Aston Martin Vantage AMR      | Darren Turner         | Nicki Thiim     | Rang 23                 |              |
| 2019 | Aston Martin Racing    | Aston Martin Vantage AMR      | Darren Turner         | Nicki Thiim     | Ausfall                 | Unfall       |
| 2020 | Aston Martin Racing    | Aston Martin Vantage AMR      | Richard Westbrook     | Nicki Thiim     | Rang 22                 |              |
| 2021 | High Class Racing      | Oreca 07                      | Dennis Andersen       | Ricky Taylor    | Rang 18                 |              |
| 2022 | TF Sport               | Aston Martin Vantage AMR      | Henrique Chaves       | Ben Keating     | Rang 34 und Klassensieg |              |
| 2023 | GMB Motorsport         | Aston Martin Vantage AMR      | Gustav Dahlmann Birch | Jens Møller     | Ausfall                 | Unfall       |
| 2024 | D'station Racing       | Aston Martin Vantage AMR      | Erwan Bastard         | Satoshi Hoshino | Rang 36                 |              |
| 2025 | Aston Martin THOR Team | Aston Martin Valkyrie AMR-LMH | Roman De Angelis      | Alex Riberas    | Rang 12                 |              |

### Sebring-Ergebnisse
| Jahr | Team                 | Fahrzeug                     | Teamkollege | Teamkollege      | Platzierung | Ausfallgrund |
| ---- | -------------------- | ---------------------------- | ----------- | ---------------- | ----------- | ------------ |
| 2023 | Heart of Racing Team | Aston Martin Vantage AMR GT3 | Ian James   | Roman De Angelis | Ausfall     | Unfall       |

### Einzelergebnisse in der FIA-Langstrecken-Weltmeisterschaft
| Saison  | Team                | Rennwagen                     | 1   | 2   | 3   | 4   | 5   | 6   | 7   | 8   | 9   |
| ------- | ------------------- | ----------------------------- | --- | --- | --- | --- | --- | --- | --- | --- | --- |
| 2015    | Aston Martin Racing | Aston Martin Vantage GTE      | SIL | SPA | LEM | NÜR | AUS | FUJ | SHA | BAH |     |
| 2015    | Aston Martin Racing | Aston Martin Vantage GTE      | 12  | 21  | 27  | 19  | 18  | 19  |     | 22  |     |
| 2016    | Aston Martin Racing | Aston Martin Vantage GTE      | SIL | SPA | LEM | NÜR | MEX | AUS | FUJ | SHA | BAH |
| 2016    | Aston Martin Racing | Aston Martin Vantage GTE      | 19  | DNF | 23  | 20  | 17  | 16  | 21  | 20  | 19  |
| 2017    | Aston Martin Racing | Aston Martin Vantage GTE      | SIL | SPA | LEM | NÜR | MEX | AUS | FUJ | SHA | BAH |
| 2017    | Aston Martin Racing | Aston Martin Vantage GTE      | 18  | 24  | 25  | 18  | 14  | 16  | 18  | 18  | 20  |
| 2018/19 | Aston Martin Racing | Aston Martin Vantage AMR      | SPA | LEM | SIL | FUJ | SHA | SEB | SPA | LEM |     |
| 2018/19 | Aston Martin Racing | Aston Martin Vantage AMR      | 19  | 23  | 28  | 16  | 7   | 19  | 21  | DNF |     |
| 2019/20 | Aston Martin Racing | Aston Martin Vantage AMR      | SIL | FUJ | SHA | BAH | AUS | SPA | LEM | BAH |     |
| 2019/20 | Aston Martin Racing | Aston Martin Vantage AMR      | 17  | 13  | 17  | 13  | 13  | 10  | 22  | 12  |     |
| 2021    | High Class Racing   | Oreca 07                      | SPA | POR | MON | LEM | BAH | BAH |     |     |     |
| 2021    | High Class Racing   | Oreca 07                      | 18  |     |     |     |     |     |     |     |     |
| 2022    | TF Sport            | Aston Martin Vantage AMR      | SEB | SPA | LEM | MON | FUJ | BAH |     |     |     |
| 2022    | TF Sport            | Aston Martin Vantage AMR      | 23  | 22  | 34  | DNF | 23  | 26  |     |     |     |
| 2023    | GMB Motorsport      | Aston Martin Vantage AMR      | SEB | POR | SPA | LEM | MON | FUJ | BAH |     |     |
| 2023    | GMB Motorsport      | Aston Martin Vantage AMR      | DNF |     |     |     |     |     |     |     |     |
| 2024    | D'Station Racing    | Aston Martin Vantage AMR GT3  | KAT | IMO | SPA | LEM | SAO | AUS | FUJ | BAH |     |
| 2024    | D'Station Racing    | Aston Martin Vantage AMR GT3  | 18  | 27  | 22  | 36  | 27  | DNF | 19  | 26  |     |
| 2025    | Aston Martin THOR   | Aston Martin Valkyrie AMR-LMH | KAT | IMO | SPA | LEM | SAO | AUS | FUJ | BAH |     |
| 2025    | Aston Martin THOR   | Aston Martin Valkyrie AMR-LMH | 17  | 17  | 14  | 12  | 13  |     |     |     |     |